# Chaerophyllum tenuifolium
Chaerophyllum tenuifolium är en flockblommig växtart som beskrevs av Jean Louis Marie Poiret. Chaerophyllum tenuifolium ingår i släktet rotkörvlar, och familjen flockblommiga växter. Inga underarter finns listade i Catalogue of Life.